# Torta de pimiento molido
La torta de pimiento molido/molío o torta de pimentón es un aperitivo típico de la Región de Murcia (España), proveniente de Aledo, que se prepara con una masa realizada con harina, agua, aceite de oliva, levadura sal y pimentón. Se suelen añadir otros ingredientes, normalmente sardinas. 

## Preparación
En una fuente se coloca la levadura con la sal. Se añade el aceite y el agua templada y se mezcla bien con la harina. Tras hacer la masa se deja en reposo para que suba y posteriormente se extiende y se hornea. Finalmente se unta por encima con  pimentón, sal y aceite. El horno debe ponerse a 170 grados encendiendo la parte de arriba y la de abajo. Si la torta es fina (llamada crespillo) con 10 o 12 minutos es suficiente, si es más gruesa debe dejarse entre 18 o 20 minutos. Puede completarse colocando encima sardinas o anchoas.